# 1993年彭亨巴特克族原住民宗教皈依案件
马来西亚彭亨州在1993年發生一起巴特克族原住民进行大规模宗教皈依的争议事件。它的后果是在被争议性地皈依伊斯兰教29年后，受到教条影响的巴特克族原住民于2022年针对马来西亚政府及相关机构发起的集体诉讼。

## 案件背景
1993年4月，56名巴特克族原住民在彭亨州瓜拉立卑甘榜本查柯鲁比（Kampung Benchah Kelubi，也称为Kampung Batu Jalang或Kampung Tom Ki Ying）的住宅中，被政府官员误导及受到威胁，将其信仰改为伊斯兰教。由于他们的血统，另外57名原住民的身份证上，也被自动归属为伊斯兰教。这57名原住民是事件发生时住在村里的其他人的后裔。
该团体曾在2004年联系马来西亚人权委员会 (Suhakam)，该委员会于2013年4月就该事件准备了一份报告，题为「土著人民土地权利和国家调查报告」（Report of the National Inquiry into the Land Rights of Indigenous Peoples）。然而，报告中没有强调大规模皈依的问题。
2016年，巴特克族原住民团体向人权律师兼社运活跃分子西蒂卡欣寻求帮助，他们申诉原住民发展局和彭亨州政府没有履行其信托职责。然而，巴特克族原住民团体当时仍然害怕采取法律行动。
直到其中一名起诉人被规定除非皈依伊斯兰教，否则不能与其他村民的原住民结婚，该团体才决定将他们的诉求告上法庭。
2022年9月28日，137名巴特克族原住民通过Fahri Azzat & Co律师事务所入禀吉隆坡民事法庭，他们将6个单位列为答辩人，包括原住民发展局（JAKOA）、发展局总监与官员、彭亨伊斯兰宗教和马来习俗理事会（MUIP）、彭亨州政府和马来西亚中央政府。
起诉人要求撤除其穆斯林身份；其后人也不再受穆斯林规条的约束；起诉人有权信奉自己的精神与文化信仰且不会受到答辩人的干扰，要求法庭评估一般损害赔偿以及惩戒性赔偿、判决金额5%的利息，以及其他法庭认为合适的援助。

## 控辩理由

### 起诉人
137名巴特克族起诉人提供给法庭的索赔声明中写道，1993年初一名原住民发展局（JAKOA）的官员访问本查柯鲁比时，邀请村民参与一个朗诵课程，当时两名村长不仅被要求皈依伊斯兰教，还要求其他村民也要皈依伊斯兰教，两名村长随后将这一消息传达给其他拒绝皈依伊斯兰教的村民。之后在1993年4月某个时候，该部门的一名官员再来到该村，威胁拒绝皈依的村民，以确保他们皈依伊斯兰教。这些威胁包括村民将不被允许在村里居住，他们的房屋和庄稼将被毁坏，如果他们逃到山上，他们将被赶走并遭受酷刑。由于担心自己的生命安全和无处可住，村民们在被胁迫、强迫和威胁的情况下改信伊斯兰教，他们被要求聚集在一个空旷的地方，并被要求发出代表信仰宣言的清真言。这名官员在离开之前还记下了所有村民的名字，还被指示在选举时投票给国阵候选人。几年后政府官员回来为他们拍照，并协助他们填写身份证申请表。
村民们没被告知皈依伊斯兰教的法律含义，即他们将受到彭亨州伊斯兰法律框架的约束，而他们所生的孩子也将自动成为穆斯林。他们声称，在大规模皈依之后，他们并没有信奉伊斯兰教，而是继续信奉巴特玛雅（Bateq Mayah）文化和宗教信仰。直2000年后，当更多村民学会说基本的马来语时，他们才意识到身份证宗教栏上「伊斯兰」一词的含义。
起诉人表示，他们不知道清真言的含义，因为他们当时都是文盲，也不是出于自愿。他们的生命在面临暴力威胁和财产面临被毁的情况下，被迫参与大规模皈依，然后被赋予了他们不同意的穆斯林名字。
起诉人还表示，奉行万物有灵论的巴特克族人是一个弱势群体，他们依靠原住民发展局来保护他们的生活方式免受1954年原住民法案现代化和剥削的侵害。然而，该官员利用对村里原住民的影响力，违反对当地原住民的义务，迫使原住民皈依伊斯兰教，违反保护和维护原住民文化和宗教信仰的责任。

### 答辩人
答辩方以多个理由入禀法庭，要求撤销起诉人的诉讼，当中理由包括根据1948年公共机构保护法令第2条文和1953时效法令第6条文，起诉人在29年后才提出诉讼，而有关起诉已超过了时效。
此外，彭亨伊斯兰宗教和马来习俗理事会（MUIP）向法庭提出申请，质疑民事诉讼中提出的问题属于彭亨伊斯兰法院的管辖范围，而不是关丹民事法院的管辖范围，并已申请将此案交由伊斯兰教法庭审理，而不是民事法庭。
彭亨州政府虽然未提出撤销申请，但国家行政机关支持其他机构的撤销申请。

### 律师团队
巴特克族原住民的法律团队最初由Fahri Azzat & Co律师事务所作为代表，后来该事务所在2023年11月表示退出此事，改为吉隆坡的Seira & Sharizad律师事务所代理。人权律师兼社运活跃分子西蒂卡欣亦为巴特克族提供法律帮助，例如为他们申请上诉和寻找其他律师来帮忙。
马来西亚总检察长办公室的代表负责联邦政府以及原住民发展局及其董事和官员的辩护。彭亨州政府则由其法律顾问代表州政府。
彭亨伊斯兰宗教和马来习俗理事会的代理律师事务所为Syahidah Sharul & Marsyara，该事务所是「多元种族新回归穆斯林协会」（Multiracial Returning Muslims）的律师事务所之一。

## 司法经历
2022年9月28日，137名巴特克族原住民通过Fahri Azzat & Co律师事务所向吉隆坡民事法庭提起诉讼。案件后来转至到彭亨关丹高等法院处理。
2023年5月30日，关丹高等法院批准审理137名巴迪玛雅族原住民提交的申请。10月3日，关丹高等法院驳回137名原住民要求撤除穆斯林身份的申请，并表示它无权审理此案，该纠纷应提交彭亨州伊斯兰教法庭。法官再纳尔阿兹曼（Zainal Azman）批准6名答辩方中的5名提出撤销起诉人的申请（彭亨州政府沒提出撤销申请）。巴特克族团体还被高等法院下令要求向彭亨伊斯兰宗教和马来习俗理事会（MUIP）支付10,000令吉，另外还得向联邦政府、原住民发展部支付10,000令吉。这也导致起诉人的申请在没有经过全面审判的情况下被撤销。人权律师西蒂卡欣随后表明，她将帮助巴特克族原住民团体申请上诉。
2024年10月9日，上诉法院3师驳回关丹高等法院批准答辩方的撤案申请，宣判将案件交回高等法院重新审理。3名法官分別为南达巴兰（S Nantha Balan）、朱家星（Choo Kah Sing）和阿末卡玛（Ahmad Kamal Md Shahid）。主席法官南达巴兰在审讯中表示，由于涉及严重且可耻的非法强迫改教指控，因此该案需继续审讯，并表明在进行诉讼中，没有任何指控都已得到证实，但在正常情况下，该诉讼不能被撤销。上诉法庭还批准原住民的申请，要求延长提交反对撤销申请的宣誓书的时间。此案定于11月12日提交关丹高等法院审理。负责代表原住民出席的代表是Seira & Sharizad律师事务所的苏伦德拉·阿南特（A Surendra Ananth），总检察长办公室的萨勒胡丁·阿里（Sallehudin Ali）则代表联邦政府出席。
2025年3月21日，关丹高等法院裁定，民事法庭必须接受137名原住民要求撤除穆斯林身份的审理，并认为当中可能涉及违反马来西亚宪法权利。高等法院法官莫哈末拉兹（Mohd Radzi Harun）的裁决指出，想要脱离伊斯兰教的人和从未成为穆斯林的人之间是有区别的，对此驳回联邦政府、原住民发展部和彭亨州宗教当局提出的撤销诉讼的申请，并且强调民事法庭有权审理此案。法官莫哈末拉兹也表示，在上诉法院下令高等法院重新审理此前裁决原住民团体的申请已经过时的判决后，高等法院同意驳回该判决，认为1948年《公共机构保护法》和1963年《诉讼时效法令》的规定不适用于该诉讼。关丹高等法院最后定于4月15日进行案件管理。 

## 反应与观点

### 原住民诉讼书指控
2023年3月，马来西亚媒体报导及公开巴特克族原住民的诉求內容后，社会舆论对当中提及原住民发展局（JAKOA）的官员威胁原住民改变宗教信仰的指控作出反应。来自不同背景的网民对当局使用恐吓手段来强迫原住民皈依和同化的情况表达愤怒，批评这是公然滥用权力。

### 联邦政府观点
2023年3月28日，随着137名巴特克族原住民向民事法庭申请撤除穆斯林引起关注，时任副首相阿末扎希作出回应，强调伊斯兰教不存在强迫行为。他表示为了避免引起混淆，他将与原住民发展局（JAKOA）和伊斯兰发展局（JAKOA）进行详尽的讨论，并继续支持近期的皈依活动。

### 民事、回教审理的观点
为巴特克族原住民提出上诉的人权律师兼社运活跃分子西蒂卡欣表示，基于原住民向法院提出的申请阐明，他们是在90年代被政府机构强迫皈依伊斯兰教，他们从未认为本身是穆斯林，其身份是出于被迫并受到威胁，这是提交民事法院的主要原因。
答辩人律师艾迪尔卡立（Adil Khalid）表示，如果所涉原住民群体的皈依确实存在强迫行为，应该向回教法庭提交所有证明他们被迫皈依伊斯兰教的证据，让伊斯兰法官评估证据并决定他们是否曾经是穆斯林，而不是提交民事法院。
伊斯兰教传教士黄伟雄针对西蒂卡欣的观点评论，称「法律看的是证据还是他们认为自己是什么？例如，如果一个正常人认为他神智不正常，法庭会继续剔除还是查看他神智不正常的证据」，还表示「不知道在法律上可不可以用‘他们从不认为自己是穆斯林’作为证据。如果这是真的，那么对罪犯逃脱是有好处的」。

### 人权及宗教信仰自由
2023年10月6日，国威区国会议员兼霹雳州民主行动党主席倪可汉针对关丹高等法院撤消137名巴特克族原住民的申请后，要求安华政府以维护联邦宪法第11（1）条款所保障的宗教自由，并采取行政措施更改137名非穆斯林原住民的宗教身份。他表示，巴特克族原住民显然不遵循或实践伊斯兰教，他们的法庭诉讼因技术原因被驳回。倪可汉在声明中也援引《联合国世界人权宣言》第18条规定强调
|  | 每个人都有思想、良心和宗教自由的权利；在这种情况下，它包括改变宗教或信仰的自由，以及通过单独或与集体、公开或私自教导、实践、崇拜和遵守宗教或信仰来表达宗教或信仰的自由。除非能纠正大马的上述情况，否则马来西亚没有道德地位在世界其他地方就宗教自由发表任何声明或评论。 |

伊党党报《Harakah Daily》后来将倪可汉的这段声明作为前者干涉穆斯林生活的行为之一进行批评。